# .jp
.jp（ドットジェイピー）は、日本の国別コードトップレベルドメイン (ccTLD)。日本レジストリサービス (JPRS) が管理している。

## 概要
1986年の.jpドメイン創設時、このドメインの管理は村井純個人が行っていた。その後、1991年に日本国内においてIPアドレスやAS番号といったインターネットにおける様々な資源の管理を行うための団体が発足、1993年に社団法人日本ネットワークインフォメーションセンター (JPNIC) へ改組。これ以降、この団体が日本におけるインターネットの技術面を監督している。
その後、1993年の民間へのインターネット開放や同年のNCSA Mosaic発表等により、インターネットの規模、重要性が急激に増したため、2000年12月にJPNICの第11回全体会議で.jpドメインを管理するための新しい会社をつくることが決められた。それに伴い株式会社日本レジストリサービス (JPRS) が創設され、2002年4月1日よりJPNICから.jpドメインの登録管理業務を引き継いだ。
.jpドメインの登録は、日本国内に住所をもつ個人、団体、組織のいずれかに限られており、指定事業者（おもにインターネットサービスプロバイダなどのレジストラ）を経由しておこなわれる。また、汎用JPドメイン名（直接第2レベルにドメイン名が指定可能な ○○○.jp の形式）の場合、第2レベルに2バイト日本語文字（漢字、平仮名、片仮名や中点など）も利用可能となっている（国際化ドメイン名）。
なお、ドメイン名の長さは、英数字とハイフンのみの場合は3文字以上63文字以下、日本語文字の場合は1文字以上15文字以下と規定されている。

## 歴史
- 1986年8月5日 - ルートサーバに.jpのレコードが作成され[3]、村井純に権限委譲される。
- 1989年10月頃 - 日本のトップレベルドメインが.junetから.jpへ移行する[4]。当時の.jp直下のドメインは.ac.jp、.ad.jp、.co.jp、.go.jp、.or.jpの5つであった。
- 1991年12月 - JNIC (Japan Network Information Center) 発足[5]。
- 1992年 - この頃、特殊ドメインとしてntt.jp、kek.jpの2つが設定される（この2つにはそれぞれ広大なアドレス空間が割り振られたため、1998年にNTTは自主的に大部分を返還している）。
- 1993年
  - 4月9日 - JNIC、任意団体JPNICへ改組[6]。
  - 12月1日 - 地域型ドメインの実験開始[7]。
- 1996年
  - 4月1日 - 地域型ドメインの本格運用がはじまる[5]。
  - 11月6日 - ネットワークサービス向けドメイン.ne.jpの登録受付開始。それらサービスに対する.or.jpの割り当てを廃止[8]。
- 1997年
  - 3月31日 - JPNIC、社団法人化[9]。
  - 12月1日 - 任意団体向けドメイン.gr.jpの登録受付開始。それら団体に対する.or.jpの割り当てを廃止[10]。
- 1998年
  - 6月30日 - 特殊ドメインだったntt.jpがntt.co.jpに移行し、割り当てられていたアドレスが解放された[11]。
  - 12月1日 - 保育園、幼稚園、小学校、中学校、高等学校、盲・聾・養護学校等向けドメイン.ed.jpの登録受付開始[12]（予約ドメインリスト掲載分。それ以外のドメインの登録受付開始は1999年3月1日から）。
- 2001年2月22日 - 汎用JPドメインの受付開始[13]。このとき、日本語JPドメインの登録も始まる[14]。同時に特殊ドメインであったkek.jpが汎用JPドメインにそのまま移行し、割り当てられていたアドレスが解放された。
- 2002年
  - 4月1日 - .jpの登録管理業務、JPNICから株式会社日本レジストリサービス (JPRS) へ移管[1]。
  - 10月1日 - 地方公共団体向けドメイン.lg.jpの登録受付開始[15]。
- 2003年7月10日 - 2003年3月7日の国際化ドメインに関するRFC発行に伴い、日本語JPドメインの文字置換法がRACEからPunycodeへ切り替わる。2003年9月3日まで併用[16]。

## セカンドレベルドメイン
日本国内に住所を持つ個人、団体、組織であれば、.jpのセカンドレベルドメインを取得することができる。
以下は，https://jprs.jp/related-info/about/jp_dom/より引用。

### 汎用JPドメイン名
example.jpのように.jpの前に任意の文字列が指定できるアドレスは汎用JPドメインと呼ばれ、日本国内に住所を有していれば誰でも取得することができる。

### 属性型JPドメイン名
example.co.jpのように.jpの前に2文字の英字がつくドメインは属性型ドメイン名と呼ばれ、組織種別やサービス目的別に分類される。登録するにはそれぞれの登録要件を満たしていることが必要とされ、また一つの組織（neの場合はネットワークサービスごと）で属性型JPドメインのいずれか一つしか取得することができない。なお、取得済みのドメインを運用体系の変更後も利用し続けているなど一部例外も存在する。
- ac.jp - 学校教育法および他の法律の規定による学校（ed.jpに該当するものを除く）、および大学共同利用機関・大学校・職業能力開発校・職業訓練法人・学校法人・国立大学法人・公立大学法人。
- ad.jp - JPNIC会員、指定事業者などのネットワーク管理のためのドメイン。
- co.jp - 日本で登記された外国会社を含むほとんどの形態の会社および信用金庫、信用組合など。
- ed.jp - 保育所・幼稚園・小学校・中学校・中等教育学校・高等学校・特別支援学校・専修学校・各種学校のうち、主に18歳までの者を対象とするもの。1998年12月新設[12]。
- go.jp - 日本国政府の政府機関・各省庁所轄研究所・独立行政法人・特殊法人（特殊会社を除く[注 1] ）。
- gr.jp - 日本に在住する複数の個人または日本国法に基づいて設立された複数の法人で構成される任意団体。1997年12月新設[10]。
- lg.jp - 地方自治法に定める地方公共団体のうち、普通地方公共団体、特別区、一部行政事務組合および広域連合などの組織、または左記の組織が行う行政サービスで、総合行政ネットワーク運営協議会が認定したもの。2002年10月新設[15]。
- ne.jp - 日本国内のネットワークサービス提供者が、不特定または多数の利用者に対して営利または非営利で提供するネットワークサービス。一部携帯メールにも利用[18]。1996年11月新設[8]。
- or.jp - 財団法人・社団法人・医療法人・監査法人・宗教法人・社会福祉法人・特定非営利活動法人・独立行政法人・特殊法人（特殊会社を除く）・農業協同組合・生活協同組合、その他日本国法に基づいて設立された法人、国際連合などの公的な国際機関、外国政府の駐日公館、外国政府機関の駐日代表部その他の組織、国連NGOまたはその日本支部。1996年11月以前はne.jpの役割も持っていた。

### 地域型JPドメイン名
example.tokyo.jpのような、.jpの前に都道府県名または一部の政令指定都市名が含まれるものは地域型ドメインと呼ばれ、地方公共団体およびその下位機関、その市町村に所在する団体および市町村に居住する個人が登録することのできるドメインである。2012年3月31日をもって新規登録受付を終了した。
属性型JPドメインをすでに取得している場合は新たに地域型JPドメインを取得することはできない。登録時には登録したい市区町村に所在する必要があるが、転居してもドメインを変更する必要はなかった。
地方公共団体の場合、登録できるドメインは都道府県または一部の政令指定都市の場合は（種別）.（地域名）.jpで、一部の政令指定都市または市区町村の場合は（種別）.（市区町村名）.（都道府県名）.jpとなる。種別には東京都はmetro、それ以外の道府県はpref、市と区はcity、町はtown、村はvillが割り当てられる。例として、東京都は metro.tokyo.jp、北海道・大阪府・京都府や愛知県などは pref.hokkaido.jp・pref.osaka.jp・pref.kyoto.jp や pref.aichi.jp、横浜市は city.yokohama.jp、東京都港区は city.minato.tokyo.jp を用いている。都道府県および政令指定都市の地方公共団体が地域型ドメインを採用していないが、その下位組織が地域型ドメインを使用したい場合はそれぞれ種別の前に文字列を指定できる（welcome.city.yokohama.jp など）
なお、従来の市が政令指定都市に移行した場合、その時点で既に該当するドメインが汎用ドメインとして他者に取得されている場合は、それを剥奪して地域ドメインとしたりはせず、地方公共団体用の .lg.jp 属性ドメインか、従来の市町村ドメインを引続き使うこととなる。大阪府堺市や静岡県浜松市は、それぞれ sakai.jp および hamamatsu.jp が汎用ドメインとして登録されていたため、堺市は city.sakai.lg.jp を、浜松市は従来の city.hamamatsu.shizuoka.jp を使用している。

### 都道府県型JPドメイン名
地域型ドメインの登録受付終了後に開始される都道府県ドメイン名のひとつで、example.tokyo.jp など地域型ドメインの特徴を踏襲しつつ、exampleの部分を任意に指定できるドメイン名として2012年後半に受付を開始した。また、汎用JPドメインと同様、日本国内に住所を持つ個人・組織であれば、他の地域のドメイン名でも複数の登録が可能となる。